# Mešedi
Mešedi, auch Meschedi (Sumerographische Schreibweise ME.ŠE.DI), ist die aus der Akkadischen Sprache stammende hethitische Bezeichnung für die Leibgarde des Großkönigs in den hethitischen Herrscherresidenzen. Der Begriff ist bekannt aus den in Boğazköy (Ḫattuša) gefundenen Keilschrifttafeln, bekannt als Boğazköy-Texte.
Die Mešedi-Leute hatten offenbar einen relativ hohen Rang, da sie zur nächsten Umgebung des Herrschers gehörten. Neben den einfachen LŪMEŠEDI gab es den UGULA X MEŠEDI, den Aufseher über zehn Mešedi-Leute, sowie den GAL MEŠEDI, den Kommandanten der Garde. Die höchste in Texten erwähnte Zahl an Mešedi-Leuten ist zwölf, es ist aber wahrscheinlich, dass es mehr gab. Das Amt des GAL MEŠEDI muss einen sehr hohen Rang gehabt haben, es ist bekannt, dass es oft mit Prinzen besetzt wurde. So war beispielsweise Zida, ein Bruder oder Sohn des Šuppiluliuma I. ein GAL MEŠEDI, ebenso wurde Ḫattušili III., als sein Bruder Muwatalli II. Großkönig wurde, zum GAL MEŠEDI ernannt. Bei Fest- und Opferritualen hatte er die Funktion eines Zeremonienmeisters und war damit allen anderen Beamten der königlichen Umgebung übergeordnet. Die einfachen Mešedi-Leute waren vor allem für die Begleitung beziehungsweise den Schutz des Königs zuständig, sie standen ihm zur Seite oder gegenüber und gingen ihm bei Fahrten voraus oder folgten ihm.

## Mešedi-Text
Unter den zahlreichen Tontafeln, die Hugo Winckler und Theodor Makridi in den 1900er Jahren bei ihren Ausgrabungen in Boğazköy fanden, war die Tafel Bo 2002, der sogenannte Mešedi-Text. Der nicht genau dokumentierte Fundort war auf dem Residenzhügel Büyükkale im Osten der Hauptstadt Ḫattuša, vermutlich im Archiv des Palastgebäudes E. Nachdem Sedat Alp den Text 1940 bereits für seine Dissertation über Beamtennamen im hethitischen Hofzeremoniell ausführlich zu Rate gezogen hatte, erfolgte die erste vollständige Veröffentlichung 1991 durch Hans Gustav Güterbock und Theo P. J. van den Hout. Der in Teilen fragmentarische Text gibt genaueren Aufschluss über die Aufgaben der Mešedi-Truppe:
Deren Dienst beginnt mit der Ankunft am Palast und dem Öffnen der Tore durch Entfernen der Riegelbalken. Danach nehmen die verschiedenen Garden Aufstellung auf einem Hof und dieser wird gereinigt. Neben den Mešedi werden noch die Goldlanzenträger erwähnt, später im Text tauchen auch Lanzenträger ohne das Beiwort „Gold“ auf. Bevor die Offiziere ihren Schutzgöttern huldigen, müssen sie, wie auch alle anderen Mešedi, ihre Waffen beim Torwächter abgeben. In einem Exkurs werden die Pflichten des Torwächters aufgezählt, vor allem das Verhindern von unerlaubtem Zugang. Geregelt werden ebenfalls der Toilettengang und die Vorrechte, das Haupttor zu benutzen. Anschließend wird eine Ausfahrt des Königs beschrieben. Zunächst werden das Haupttor geöffnet und der von Maultieren gezogene leichte Wagen (ḫuluganni) bereitgestellt, verschiedene Gruppen nehmen Aufstellung, die dem Wagen vorangehen werden. Der König erscheint und besteigt mit Hilfe eines Schemels den Wagen, wo er sich niederlässt. Nach einer Darstellung, wie verschiedene Männer den Weg begleiten und unbefugte Personen entfernen, kommt die Prozession an einem nicht näher bezeichneten Platz an, wo anscheinend Gerichtsverhandlungen abgehalten werden. In einem weiteren Exkurs wird ein Ausflug des Großkönigs mit einem Streitwagen beschrieben, der im Gegensatz zum ḫuluganni von Pferden gezogen wird. Wohin und zu welchem Zweck diese Fahrt durchgeführt wird, ist unklar. Nach dieser Abschweifung schließlich erfolgt die Rückkehr zum Palast. Der leichte Wagen wird im Hof gedreht, damit der König direkt zum Eingang des Palastgebäudes (ḫalentuwa) aussteigen kann. Damit übergibt der GAL MEŠEDI die Verantwortung für den Herrscher wieder an den Hauptmann der Palastwachen. Der Rest des Textes ist schwer lesbar, vermutlich behandelt er das Servieren von Speisen für den König.

## Haus des GAL MEŠEDI

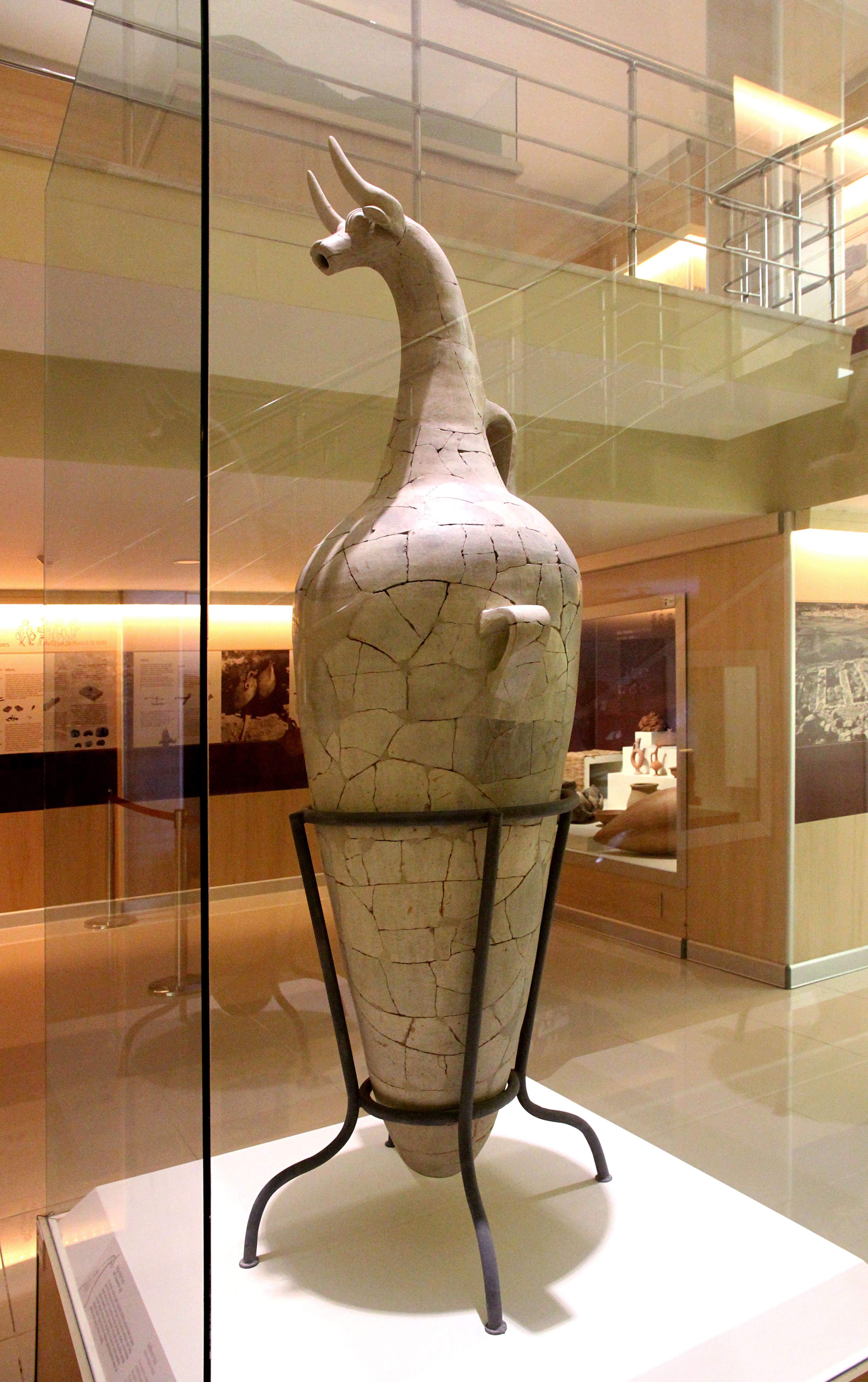
Stierkopfvase aus dem Haus des GAL MEŠEDI (Museum Boğazkale)

In der westlichen Oberstadt von Ḫattuša zwischen den Erhebungen Sarıkale und Yenicekale wurde in den 2000er Jahren der Grundriss eines annähernd quadratischen Gebäudes ergraben. 2009 kam dort ein Brief an den nicht namentlich genannten GAL MEŠEDI zu Tage, weshalb es als sehr wahrscheinlich gilt, dass es sich um die Residenz des Meschedi-Kommandanten handelt. Das Haus hatte Maße von 20,40 × 22,40 Metern und wurde vom 15. bis spätestens ins frühe 13. Jahrhundert v. Chr. genutzt. Es ist das bis heute einzige Gebäude in Ḫattuša, das als Wohnsitz eines hohen Staatsbeamten identifiziert werden kann. In einem Raum des Hauses wurde eine reichhaltige Zusammenstellung von hochwertigem Keramikgeschirr gefunden. Dies weist darauf hin, dass dort eine große Zahl von Gästen bewirtet wurde, möglicherweise zu Veranstaltungen von kultischem Charakter.
Etwa 200 Meter nördlich davon sind im Tal westlich vor Sarıkale Grundmauern von mehreren sogenannten Quadrathäusern ausgegraben worden. Sie sind – im Gegensatz zur unregelmäßigen und schiefwinkligen Architektur der Unterstadt – sehr planvoll aus einheitlichen Modulen aufgebaut. Deswegen und aufgrund der zahlreich gefundenen Waffen schlägt Jürgen Seeher eine Interpretation als Kasernen vor. Wegen der Nähe des Kommandantenhauses könnten es Kasernen der Mešedi gewesen sein.